# Eduard Horák
Eduard Horák (německy Eduard Horak, 22. dubna 1838, Holice u Pardubic - 6. prosince 1893, Riva del Garda) byl česko-rakouský učitel hudby původem z Pardubicka. Založil soukromou Konzervatoř Franze Schuberta ve Vídni.

## Život a činnost
Hudbu začal studovat v Hradci Králové a poté působil jako varhaník. Také jeho starší příbuzný Václav Emanuel Horák byl varhaník a hudební skladatel.
V roce 1867 odešel spolu se svým mladším bratrem Adolfem (1850-1921), rovněž budoucím klavíristou a učitelem hudby do Vídně, kde se pod vedením Josepha Dachse zdokonaloval ve svém umění a založil zde vlastní klavírní školu. Horákova klavírní škola (německy Horaksche Klavierschule) se zpočátku nacházela v jeho vlastním domě.
Horáka fascinovalo využití myšlenek Johanna Heinricha Pestalozziho a Adolfa Diesterwega v hudební pedagogice. Jedno z jeho pedagogických děl z roku 1890 nese jasný název Drill oder Erziehung („Cvik nebo výchova“).
Horákova škola se velmi úspěšně rozvíjela, dodnes funguje jako soukromá vídeňská Schubertova konzervatoř .
Horák sepsal tři vlastní učebně-metodické příručky, etudy a klavírní cvičení.